# Agathophora
Agathophora là chi thực vật có hoa trong họ Amaranthaceae.